# Sigfrid Monleón
Sigfrid Monleón  est un scénariste, réalisateur de films et metteur en scène de théâtre espagnol. Il a été nommé plusieurs fois pour un Goya: en 2002 pour le scénario de La isla del holandés, en 2005 pour le documentaire multi-auteurs ¡Hay motivo! , en 2008 pour le documentaire El último truco, sur la vie et l'œuvre du génie des effets spéciaux Emilio Ruiz del Río (es), et en 2009 pour le film El cónsul de Sodoma, sur la vie du poète Jaime Gil de Biedma. 

## Biographie
Sa première œuvre fut La isla del holandés en 2001, un long métrage qui se déroule en Espagne à la fin des années 1960. Il a été nommé aux Goya dans la catégorie du meilleur scénario adapté, ainsi qu'au Biznaga de Oro (es) du Festival du cinéma espagnol de Malaga, et a remporté le prix Turia du meilleur espoir.
En 2004, Monleón réalisa le court-métrage Adopción, qui a pour thème la discrimination envers les couples homosexuels. Il fut nommé pour un Goya dans la catégorie du meilleur documentaire.  
Après avoir écrit et réalisé un téléfilm, Síndrome laboral , en 2005, Monléon sortit l'année suivante La Bicyclette (es), qui raconte l'histoire d'un vélo qui passe de main en main et sert à raconter trois histoires qui correspondent à trois étapes de la vie des gens : la pré-adolescence, la jeunesse et la vieillesse.
Monleón était également présent à la cérémonie des Goya en 2009 lorsqu'il a été nommé dans la catégorie du meilleur film documentaire pour El último truco en 2008, un film qui se concentre sur l'un des secrets les mieux gardés du cinéma : l'art de Emilio Ruiz del Río (es) (1923-2007). C'était l'un des plus grands experts en effets spéciaux, ayant travaillé sur certains des plus célèbres blockbusters : Spartacus, Le Roi des rois, Le Docteur Jivago, Dune, etc.
En 2009, Monleón a réalisé El cónsul de Sodoma, un drame biographique sur la vie de l'un des poètes espagnols les plus importants du XXe siècle, Jaime Gil de Biedma, interprété par l'acteur Jordi Mollà. Le film a suscité une vive controverse. Juan Marsé ne l'a pas du tout apprécié, qualifiant Monleón de "fallero sin escrúpulos". Luis Antonio de Villena, en revanche, apprécia le film.
En 2011, il a mis en scène la pièce Ma reddition, une adaptation du roman The Surrender de l'auteur américain Toni Bentley, dont la première a eu lieu au Microteatro por Dinero de Madrid et qui a ensuite été jouée en 2013 au Teatro María Guerrero (es) et a fait une tournée en Espagne, à Buenos Aires, à New York et au Edinburgh Festival Fringe d'Édimbourg. Le spectacle était interprété par Isabel Stoffel, qui a également écrit l'adaptation scénique.
En mai 2014, il a créé à la Sala Tu de Madrid son spectacle Un cielo, un monologue tiré de plusieurs textes de Jean Genet et notamment de sa pièce Le Miracle de la rose (1946). La pièce est interprétée par Francesco Carril. L'année suivante, il porta à la scène Teatro, une pièce de Mariano Peyrou incluse dans son œuvre La tristeza de las fiestas et qui fut créée en avril 2015 au festival Surge à Madrid.
En 2018, il collabora à nouveau avec Isabel Stoffel, en mettant en scène En tierra, une version et une adaptation du monologue Grounded de George Brant, qu'elle interprétait également. La production a été créée au centre culturel international Oscar Niemeyer  d'Avilés avant de partir en tournée dans toute l'Espagne, notamment au Teatro del Barrio (es) de Madrid et au Rialto (es) de Valence.
En 2019, c'est dans son (véritable) appartement que réside le personnage principal d'Eva en août. On le voit d'ailleurs au début du film.